# 梅花 (歌曲)
〈梅花〉是中華民國作曲家劉家昌於1970年代作詞、譜曲的愛國歌曲。

## 創作
1971年，聯合國大會第2758號決議通過，中華民國在聯合國中的中國代表權席位被中華人民共和國取代。不久後，劉家昌隨中影公司總經理梅長齡到日本考察當地電影工業時，一同順道徒步至中華人民共和國駐日本國大使館抗議，並高喊「中華民國萬歲」；在梅長齡的啓發下，劉家昌便於當天下午創作出〈梅花〉，以鼓舞全國同胞。
〈梅花〉的歌詞提到梅花是中華民國國花，並以梅花越冷越開花來比喻中華民國的堅挺。

## 經歷
〈梅花〉於1976年成為中央電影公司同名電影《梅花》的主題曲，電影版本由鳳飛飛、甄妮、尤雅、青青合唱團、原野合唱團合唱，電影原聲帶唱片版本由甄妮演唱。歌曲《梅花》獲得同年第13屆金馬獎最佳非歌劇影片音樂獎。鄧麗君、劉家昌也先後演唱過此曲。此曲曾被行政院新聞局認為過於軟弱而被下令禁唱，之後又在蔣經國的公開推薦下解禁；作為反映中華民國的歌曲，曾被中華人民共和國政府列為禁歌。
1979年10月31日，中國電視公司發行開播十週年紀念黑膠唱片《中視十年紀念》，第二面第五首為〈梅花〉中視演藝人員合唱版，合唱者為王培倫、江玉琴、吳思穎、周小真、周玉、周麟、林海茵、陳凱莉、劉伶倫、鄭心儀、蕭惠、叢芮莉、龔蓮華。
此曲曾被蔣緯國改編為快版之進行曲〈梅花進行曲〉而傳唱。中華人民共和国北京市主辦的1990年亚洲运动会上，中華臺北代表團入场时播放了〈梅花进行曲〉。
在〈梅花〉創作40年後的2017年，劉家昌在微博發文，認為有臺獨黨綱的民主進步黨完全執政，中華民國不再，故將〈梅花〉歌詞中的「它是我的國花」改為「它是我的梅花」，並感嘆「台獨全面執政，只剩『台灣』兩個字」。

## 外部連結
- YouTube上的〈梅花〉（鄧麗君君在前哨演唱會）